# Laut gegen Nazis
Laut gegen Nazis ist eine im August 2004 vom Hamburger Musikmanager Jörn Menge gegründete Initiative mit dem vollständigen Namen Laut gegen Nazis – Rechte Gewalt kann jeden treffen. Sie hat sich nach eigenen Angaben „zur Aufgabe gemacht, einen Zusammenschluss der Zivilgesellschaft und eine starke Öffentlichkeit gegen den wachsenden Rechtsextremismus zu erwirken“.

## Geschichte
Die Kampagne Laut gegen Nazis ist ein Projekt der Agentur Make A Noise. Diese ebenfalls von Jörn Menge betriebene Hamburger Agentur setzt sämtliche Veranstaltungen und die PR- und Öffentlichkeitsarbeit der Kampagne in Zusammenarbeit mit verschiedenen Partnern um.
Der Verein Laut gegen Nazis e. V. ist ein unabhängig agierender Verein, der sowohl als Förderer der Kampagne als auch zur Förderung weiterer Initiativen fungiert. Ziel des Vereins ist es, auch unabhängig von der Kampagne, kleine Initiativen mit eigenen Mitteln zu unterstützen und Beratungsstellen für Opfer rechter Gewalt in Norddeutschland zu errichten und zu fördern.
Unterstützer sind u. a. Peter Lohmeyer, Smudo, Gentleman, Die Fantastischen Vier, Sportfreunde Stiller, Jo Brauner, Silbermond, und Revolverheld. Die Kampagne versucht Kulturschaffende, Agenturen, Unternehmen, Medien, Wirtschaft, Politik, wichtige Verbände und Vereine für ein verantwortungsvolles Handeln gegen die Etablierung rechtsextremen Gedankengutes und dessen Parteien in einem Netzwerk zu vereinen.
Die Kampagne organisiert Musikveranstaltungen und Workshops für Jugendliche, um auf die Verbreitung des rechtsextremen Gedankengutes aufmerksam zu machen, und hat außerdem in Zusammenarbeit mit prominenten Unterstützern eine eigene Hörbuch-Edition zum Thema rechte Ideologie veröffentlicht.
Teil der Arbeit ist es u. a. populäre Musikveranstaltungen wie z. B. das Southside Festival 2007, das Hurricane Festival 2005–2010 (außer 2009), das Area 4 Festival 2008, das Highfield Festival 2008, das M’era Luna Festival 2008, Campus Open Air Hamburg 2009, Campus Open Air Cottbus 2008, Campus Open Air Erfurt 2009, Reeperbahnfestival 2006–2008, Splash! Festival 2009 und seit letztem Jahr 2010 auch das MDR Sputnik Springbreak, das Taubertal Festival und das Deichbrand Festival zu unterstützen und somit so viele Jugendliche und junge Erwachsene wie möglich zu erreichen.
Die Initiative Laut gegen Nazis – Rechte Gewalt kann jeden treffen wird nicht staatlich gefördert und finanziert sich primär durch Sponsoring und Partnerschaften. Erlöse werden sofort zur Umsetzung zahlreicher Projekte verwendet. Dennoch suchen Laut gegen Nazis immer wieder Investoren aus der Wirtschaft, die ihnen die weitere Arbeit ermöglichen.
Im Jahr 2010 stand Laut gegen Nazis kurz vor dem Aus. Dem Betreiber brachen fast 60 % des Umsatzes aus dem Vorjahr weg, Zweckgebundene Spenden zur Förderung der Kampagne an den Verein blieben monatelang aus. Mit dem Slogan „Kampf gegen Rechts – und die Pleite“ und der Aktion „Hamburg und alle stehen auf!“ warben viele Prominente für die Rettung der Kampagne. Bei einer Großkundgebung im September 2011 traten zahlreiche Prominente wie D-Flame, One Fine Day, Nosliw, Corny Littmann, Extra3-Moderator Tobias Schlegl für den Erhalt der Initiative auf, wodurch die Kampagne weiterhin arbeiten konnte.

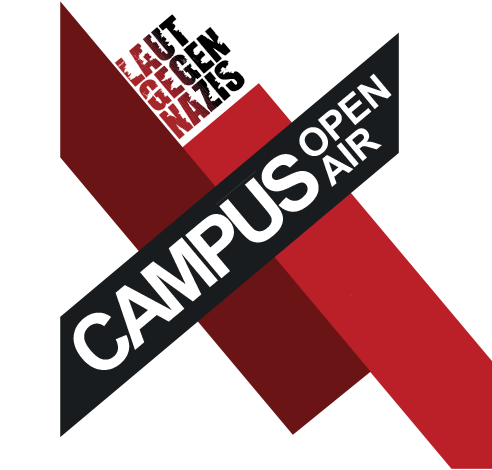
Campus Open Air Logo

Seit dem Jahr 2008 veranstaltet Laut gegen Nazis das Campus Open Air in Cottbus. Sponsoren des Events in Cottbus waren z. B Radio FRITZ vom RBB, BTU Cottbus-Senftenberg und das Land Brandenburg. Mit bis zu 6.000 Gästen ist das Laut gegen Nazis – Campus Open Air eine der größten Eintritt freien Veranstaltungen in der Lausitz.

## Fernsehbeiträge
- Jörn Menge ist „Laut gegen Nazis“[6] 3.02 Minuten, von Stefan Mühlenhoff, NDR Der Norden schaut hin